# Synageles pulcher
Synageles pulcher är en spindelart som beskrevs av Pelegrín Franganillo Balboa 1913. 
Synageles pulcher ingår i släktet Synageles och familjen hoppspindlar. Inga underarter finns listade i Catalogue of Life.